# Andrej Čerkasov
Andrej Gennaďjevič Čerkasov (Андрей Геннадьевич Черкасов, * 4. července 1970 Ufa) je bývalý ruský profesionální tenista.

## Hráčská kariéra
V roce 1987 byl finalistou juniorky na US Open. Vyhrál Kremlin Cup v letech 1990 a 1991 a byl čtvrtfinalistou dvouhry na Australian Open a US Open 1990 a French Open 1992. V červenci 1991 byl na 13. místě světového žebříčku.
Na Letních olympijských hrách 1988 vypadl ve druhém kole. Na Letních olympijských hrách 1992 v Barceloně získal v mužské dvouhře bronzovou medaili. Vyřadil Rogera Smitha z Baham, Gorana Prpiće z Chorvatska, Pete Samprase z USA, Jaime Oncinse z Brazílie a v semifinále podlehl domácímu reprezentantovi Jordi Arresemu.
Vyhrál čtyři turnaje ATP Challenger Tour ve dvouhře a dva ve čtyřhře. V Davis cupu sehrál třicet zápasů, z toho 17 vítězných. V roce 2002 byl finalistou Světového poháru družstev.
Ve čtvrtfinále turnaje Tel Aviv Open v roce 1993 porazil Itala Andreu Gaudenziho 6–7, 7–6, 7–5 za 3 hodiny a 54 minut, což byl nejdelší zápas okruhu ATP na dva vítězné sety až do roku 2009.
Kariéru ukončil v roce 2004 a provozuje v Moskvě tenisovou školu.

## Finále na okruhu ATP Tour

### Dvouhra: 6 (2–4)
| Stav      | č. | datum         | turnaj               | povrch  | soupeř ve finále | výsledek           |
| --------- | -- | ------------- | -------------------- | ------- | ---------------- | ------------------ |
| Finalista | 1. | leden 1989    | Sydney International | tvrdý   | Aaron Krickstein | 4–6, 2–6           |
| Vítěz     | 2. | listopad 1990 | Kremlin Cup          | koberec | Tim Mayotte      | 6–2, 6–1           |
| Finalista | 3. | únor 1991     | Brussels Indoor      | koberec | Guy Forget       | 3–6, 5–7, 6–3, 6–7 |
| Vítěz     | 4. | listopad 1991 | Kremlin Cup          | koberec | Jakob Hlasek     | 7–6, 3–6, 7–6      |
| Finalista | 5. | květen 1993   | Bologna Outdoor      | antuka  | Jordi Burillo    | 6–7, 7–6, 1–6      |
| Finalista | 6. | září 1993     | Romania Open         | antuka  | Goran Ivanišević | 2–6, 6–7           |

### Čtyřhra: 2 (0–2)
| Stav      | č. | datum         | turnaj            | povrch  | spoluhráč         | soupeři ve finále          | výsledek |
| --------- | -- | ------------- | ----------------- | ------- | ----------------- | -------------------------- | -------- |
| Finalista | 1. | květen 1990   | Croatia Open Umag | antuka  | Andrej Olchovskij | Daniel Vacek Vojtěch Flégl | 4–6, 4–6 |
| Finalista | 2. | listopad 1991 | Kremlin Cup       | koberec | Alexandr Volkov   | Eric Jelen Carl-Uwe Steeb  | 4–6, 6–7 |

## Finále soutěží družstev: 1 (0–1)
| Stav      | Datum           | Soutěž                                     | Povrch | Spoluhráči                      | Finalisté                                              | Výsledek |
| --------- | --------------- | ------------------------------------------ | ------ | ------------------------------- | ------------------------------------------------------ | -------- |
| Finalista | 25. května 2002 | Světový pohár družstev Düsseldorf, Německo | antuka | Marat Safin Jevgenij Kafelnikov | José Acasuso Guillermo Cañas Lucas Arnold Gastón Etlis | 0–3      |